# آندری نازاروف
آندری نازاروف (استونیایی: Andrei Nazarov؛ زادهٔ ۹ ژانویهٔ ۱۹۶۵) ورزشکار دو و میدانی اهل استونی بود.
وی در مسابقات دهگانه بازی‌های المپیک تابستانی ۱۹۹۲ و بازی‌های المپیک تابستانی ۱۹۹۶ شرکت کرده بود.